# 娑羅樹
娑羅樹（學名：Shorea robusta），又名沙羅雙樹、缽羅叉樹、波羅叉樹，摩訶娑羅樹、沙羅樹、鶴林、鵠樹、無憂樹，為龍腦香科娑羅屬植物，產於印度及馬來半島等南亞雨林之中。屬多年生喬木。樹身高大，葉為長卵形而尖，表面光滑，花淡黃色，萼及花瓣外有灰色剛毛。因為氣味芳香，木材堅固，可以用來製作傢具或建材，又可供作藥用或香料。佛教視之為聖樹之一。

## 分布
娑羅樹是印度次大陸的原生種植物，主要分佈在喜馬拉雅山以南的地帶，從緬甸一直延伸到印度、孟加拉國和尼泊爾。在印度境內從阿萨姆邦、孟加拉邦、贾坎德邦延伸到哈里亚纳邦。娑羅樹通常是那裡森林中主導的樹木。

## 形态
娑羅樹生長比较緩慢，樹的高度可達30—35公尺，樹幹的直徑大約是2—2.5公尺。葉子約10—25公分長和5—15公分寬。在潮湿的地方它是常绿植物。在乾燥的地方則是落葉灌木，在每年的二月到四月之間它的葉子幾乎掉光，可是到了五月葉子又重新長出來。
- 技叶（摄于泰国清迈）
- 散落在地的翅果
- 旋转坠落中的翅果
- 花蕾与新叶
- 开花中的树冠
- 尼泊尔奇特旺国家公园的娑罗树林
- 娑罗树林里的林荫路

## 用途
娑羅樹是印度最主要的硬木木材之一。木材中含有豐富的樹脂，並且具有持久性，可採集為龍腦香油。在印度教儀式中常燃燒娑羅樹脂，或是娑羅樹的木材，作為薰香之用。其種子和果實是燈油和植物脂肪的來源，也可作為香料及藥用。

## 文化意義

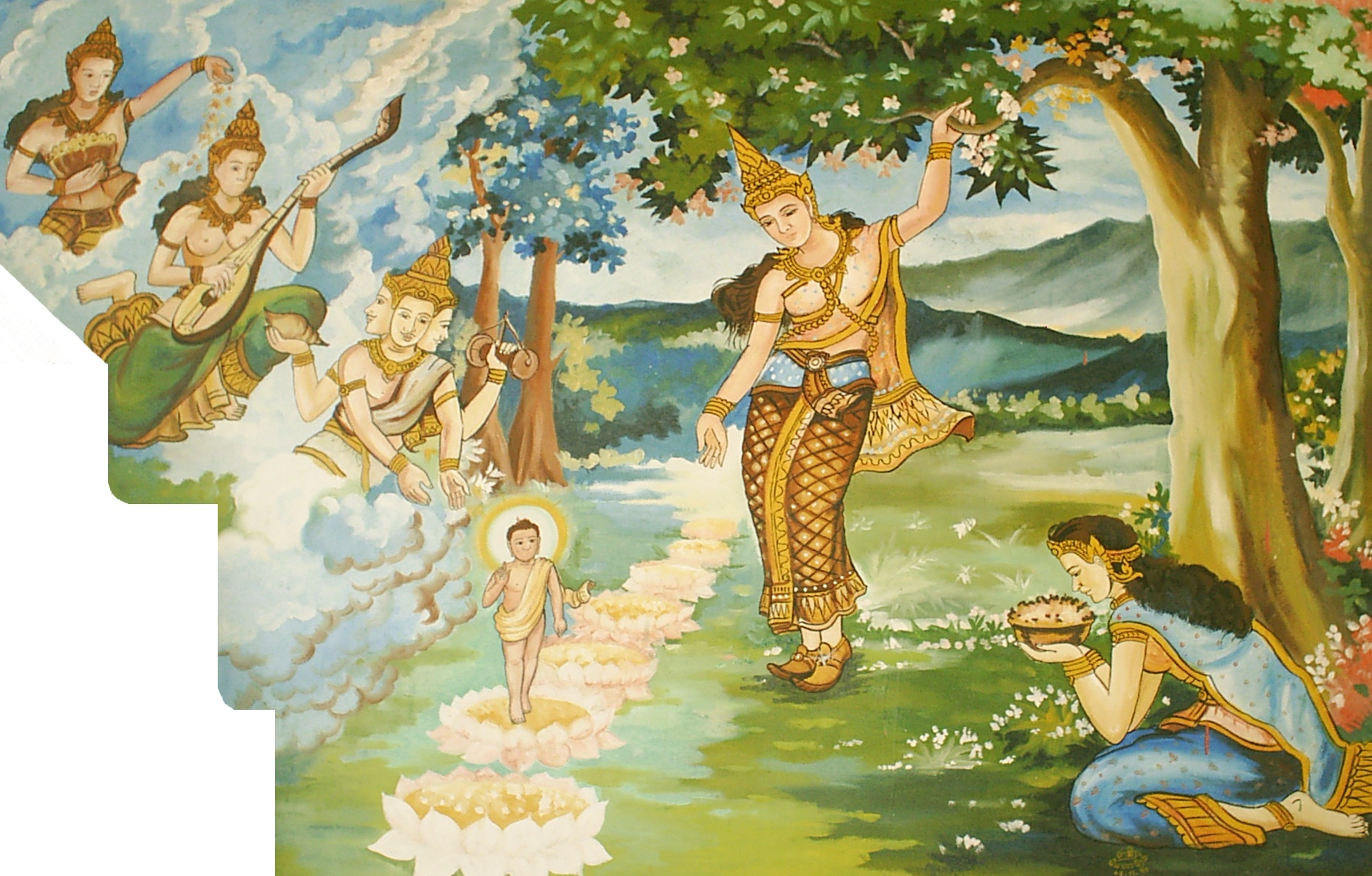
摩耶夫人手扶娑羅樹 (無憂樹)產下悉达多太子

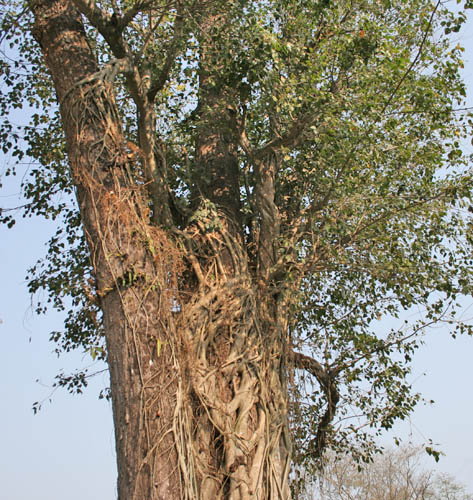
西孟加拉邦被榕树附生的娑羅樹

娑羅，梵語Śāla，巴利語Sāla。相傳摩耶夫人在蘭毗尼園中，手扶娑羅樹 (無憂樹)，產下悉达多太子。玄奘在印度求學時，此樹已經枯死。
後釋迦牟尼在拘那羅城外㕧賴拏伐底河邊的雙樹下入滅。相傳釋迦牟尼入涅槃時，娑羅樹同時開花，林中一時變白，如同白鶴降落，因此又稱為鶴林、鵠林。玄奘也曾造訪過此處。
龍樹菩薩在《十住毗婆沙論》中說，毘首婆佛在娑羅樹下成道。
耆那教創教人筏馱摩那在Rijubalika河邊的沙羅樹下大悟。因此，此樹在佛教中，乃至古印度宗教裡受到很大的尊敬，被認為是一種神聖的樹木。

## 同名異種
中國南方所說的娑羅樹为梭罗树，學名為Reevesia sinica，屬梧桐科。
北方所說的娑羅樹，又名七葉樹，學名為Aesculus chinensis，屬七葉樹科，是中國北方特有的樹種，在北京碧雲寺及大覺寺皆有栽種。中國七葉樹的種子是一種中藥，名為娑羅子。
在日本則因為與娑羅樹相似，而稱茶科的旃檀属植物Stewartia pseudocamellia為娑羅樹。
與印度的娑羅樹並不是同種植物。

## 延伸阅读
[在维基数据编辑]
 《欽定古今圖書集成·博物彙編·草木典·娑羅樹部》，出自陈梦雷《古今圖書集成》

## 外部連結
- 娑羅雙樹（英文）